# Кудряшов, Леонид Васильевич
Леонид Васильевич Кудряшов (13 февраля 1910, Москва — 31 июля 1976, там же) — советский ботаник, доктор биологических наук, профессор, заведующий кафедрой высших растений МГУ (1963—1970).

## Биография
Родился в многодетной семье народного учителя (отец проработал 32 года учителем средней школы села Верхние Лихоборы). В годы гражданской войны попал в детский дом, где пробыл 8 лет до окончания средней школы в 1926 г. В 1927—1930 гг. учился в Лесном техникуме. В 1933 г. окончил Московский государственный университет им. М. Н. Покровского по специальности «геоботаника»; одновременно с 1929 г. преподавал естествознание в средней школе. В 1933—1935 гг. — ассистент кафедры ботаники во Всесоюзном пушном институте (г. Балашиха) и одновременно преподаватель техникума.
С 1935 г. — ассистент кафедры геоботаники и младший научный сотрудник ботанического сада МГУ; затем перешёл ассистентом на кафедру высших растений, с 1940 г. доцент, с 1945 г. — профессор; в 1947 г. одновременно был директором Ботанического сада МГУ. В 1963—1970 гг. — заведующий кафедрой высших растений.
Читал лекции по общим и специальным курсам: «Высшие растения», «Морфология растений», «География растений», «Систематика покрытосеменных», «Архегониальные растения», вёл занятия со студентами кафедры, летом — флористическую практику в Лужках, Звенигороде. Наряду с работой в Московском университете читал лекции в Московском государственном педагогическом институте имени В. И. Ленина, Ярославском педагогическом институте и в других учебных заведениях.
В октябре 1970 г. вышел на пенсию.

## Научная деятельность
Студентом участвовал в ботанических экспедициях (в Карелию, бассейн Северной Двины, на Кольский полуостров), материал которых послужил основой для кандидатской диссертации «Географическое распространение сфагновых мхов в Европейской части СССР», защищённой в 1939 г. Весной 1945 г. защитил докторскую диссертацию «География сфагновых (торфяных) мхов Земного шара», в которой исследовал историю, развитие и распространение в мировом масштабе рода Sphagnum, рассматривая проблемы биополярного распространения растений, эндемизма и др. Собранные им коллекции до сих пор хранятся в гербарии МГУ. Исследования морфогенеза гаметофита сфагновых мхов впоследствии вошли в спецкурс «Бриология», разработанный Владимиром Романовичем Филиным.
Был заместителем председателя Московского отделения Всесоюзного ботанического общества (член общества с 1939 г.), заместителем председателя Научно-технического совета Министерства высшего образования СССР, членом редакционной коллегии «Ботанического журнала», Экспертной комиссии Высшей аттестационной комиссии при Министерстве высшего и среднего образования СССР, Национального комитета советских биологов, Координационного научного совета АН СССР по проблеме «Биологические основы рационального использования, преобразования и охраны растительного мира», членом Учебно-методического совета Министерства просвещения РСФСР.
Редактировал научные монографии, был научным консультантом разделов по морфологии, эмбриологии и анатомии растений третьего издания БСЭ и автором многих опубликованных в ней статей. Автор многих учебников и учебных пособий для университетов и педагогических институтов.

### Избранные труды
- Алёхин В. В., Кудряшов Л. В., Говорухин В. С. География растений с основами ботаники : [Учебник для геогр. фак. пед. ин-тов]. — 2-е изд. — М.: Учпедгиз, 1957. — 520 с. — 12 000 экз.
  - . — 2-е изд. — М.: Учпедгиз, 1961. — 532 с. — 22 000 экз.
- Генкель П. А., Кудряшов Л. В. Ботаника : Учебник для учительских ин-тов. — М.: Учпедгиз, 1950. — 536 с.
  - . — 2-е изд., испр. — М.: Учпедгиз, 1952. — 560 с. — 25 000 экз.
  - . — 3-е изд., перераб. и доп. — М.: Просвещение, 1964. — 695 с. — 40 000 экз.
- Кудряшов Л. В. Ботаника : Контрольные работы для заочников учительских ин-тов : Естеств.-геогр. отд-е. — М., 1949. — 8 с. — 4000 экз.
- Кудряшов Л. В. Ботаника : Учеб.-метод. пособие для студентов-заочников учительских ин-тов. — Ч. 2. Систематика и география растений. — М.: Учпедгиз, 1949. — 120 с. — 6000 экз.
- Комарницкий Н. А., Кудряшов Л. В., Уранов А. А. Систематика растений :[Учебник для пед. ин-тов]. — М.: Учпедгиз, 1962. — 726 с. — 16 000 экз.
  - . — 7-е изд., перераб. — М.: Просвещение, 1975. — 608 с. — 40 000 экз.
- Кудряшов Л. В., Родионова Г. Б., Гуленкова М. А., Козлова В. Н. Ботаника с основами экологии : [Учеб. пособие для пед. ин-тов по спец. 2121 «Педагогика и методика нач. обучения»]. — М.: Просвещение, 1979. — 320 с. — 60 000 экз.

## Награды
- орден «Знак Почёта»
- медаль «За доблестный труд. В ознаменование 100-летия со дня рождения Владимира Ильича Ленина»
- почётные грамоты.